# Bruno Cosendey
Bruno Cosendey Lobo Pinto, noto semplicemente come Bruno Cosendey (Rio de Janeiro, 25 gennaio 1997), è un calciatore brasiliano, centrocampista del Mazzarone.

## Caratteristiche tecniche
È un centrocampista centrale.

## Carriera
Cresciuto nelle giovanili del Vasco da Gama, ha esordito il 13 maggio 2016 con la maglia del Vitória Guimarães B in occasione del match vinto 3-1 contro il Porto B.

## Statistiche

### Presenze e reti nei club
Statistiche aggiornate al 16 giugno 2018.
| Stagione        | Squadra             | Campionato      | Campionato | Campionato | Coppe nazionali | Coppe nazionali | Coppe nazionali | Coppe continentali | Coppe continentali | Coppe continentali | Altre coppe | Altre coppe | Altre coppe | Totale | Totale | Totale |
| Stagione        | Squadra             | Comp            | Pres       | Reti       | Comp            | Pres            | Reti            | Comp               | Pres               | Reti               | Comp        | Pres        | Reti        | Pres   | Reti   |        |
| --------------- | ------------------- | --------------- | ---------- | ---------- | --------------- | --------------- | --------------- | ------------------ | ------------------ | ------------------ | ----------- | ----------- | ----------- | ------ | ------ | ------ |
| gen.-giu. 2016  | Vitória Guimarães B | LdH             | 1          | 0          |                 | -               | -               |                    | -                  | -                  |             | -           | -           | 0      | 0      |        |
| 2016-2017       | Vitória Guimarães B | LdH             | 0          | 0          |                 | -               | -               |                    | -                  | -                  |             | -           | -           | 0      | 0      |        |
| 2017            | Vasco da Gama       | A/RJ+A          | 0+1        | 0          | CB              | 0               | 0               |                    | -                  | -                  |             | -           | -           | 1      | 0      |        |
| 2018            | Vasco da Gama       | A/RJ+A          | 1+6        | 1+1        | CB              | 1               | 0               | CL                 | 1                  | 0                  |             | -           | -           | 9      | 2      |        |
| Totale carriera | Totale carriera     | Totale carriera | 9          | 2          |                 | 1               | 0               |                    | 1                  | 0                  |             | -           | -           | 11     | 2      |        |